# Домашній чемпіонат Великої Британії 1896
Домашній чемпіонат Великої Британії 1896 — тринадцятий розіграш домашнього чемпіонату, футбольного турніру за участю збірних чотирьох країн Великої Британії (Англії, Шотландії, Уельсу і Ірландії).

## Таблиця
| Поз | Команда       | І | В | Н | П | ГЗ | ГП | РГ | О |  |
| --- | ------------- | - | - | - | - | -- | -- | -- | - |  |
| 1   | Шотландія (C) | 3 | 2 | 1 | 0 | 9  | 4  | +5 | 5 |  |
| 2   | Англія        | 3 | 2 | 0 | 1 | 12 | 3  | +9 | 4 |  |
| 3   | Уельс         | 3 | 1 | 0 | 2 | 7  | 14 | −7 | 2 |  |
| 4   | Ірландія      | 3 | 0 | 1 | 2 | 4  | 11 | −7 | 1 |  |